# Aşağıazaplı, Gölbaşı
Aşağıazaplı là một xã thuộc huyện Gölbaşı, tỉnh Adıyaman, Thổ Nhĩ Kỳ. Dân số thời điểm năm 2011 là 406 người.